# 第二次臨時行政調査会
第二次臨時行政調査会（だいにじりんじぎょうせいちょうさかい）は、1981年に発足し、鈴木善幸内閣が掲げた「増税なき財政再建」を達成すべく、行財政改革についての審議を行った。会長を務めた土光敏夫の名前から「土光臨調」とも呼ばれる。

## 概要
行政改革を謳い文句に、各省間の総合調整、各省定員、予算編成権の抜本的な検討が、政界や財界を中心にして提案された。程なくして、概算要求基準で予算の伸び率をゼロとする「ゼロ・シーリング」が導入され、それが第二次臨調答申前に閣議決定されたことで、行政改革を財政再建の"行財政改革"にすり替え転化させた大蔵省が主導する予算編成権に関する抜本的な変化はなかった。
ただし、政治的圧力や官僚の抵抗を受けつつも、田中角栄等の大物政治家の支持を取り付け、三公社民営化などの提言は、中曽根康弘政権の一連の行政改革に結実していった。また、総合管理庁構想は、後の総務庁の設置、橋本龍太郎政権における省庁再編につながっていると考えられる。
主要メンバーには、会長の土光敏夫の他に、瀬島龍三、加藤寛、屋山太郎らがいる。

## 実施提言
- 1984年度までに赤字国債ゼロ
- 官業民営化
  - 国鉄分割民営化
  - 日本電信電話公社
  - 日本専売公社
- 3K赤字(コメ、国鉄、健康保険)の解消